# Hollywood
|  | Per a altres significats, vegeu «Hollywood (desambiguació)». |

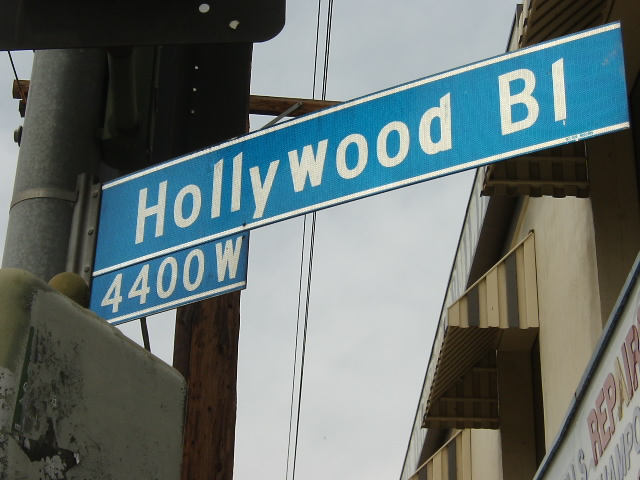
Rètol del Hollywood Boulevard

Hollywood és un barri de la ciutat de Los Angeles, Califòrnia, els Estats Units, que s'ha convertit en una metonímia de la indústria cinematogràfica estatunidenca. Va ser fundat com a municipi al 1903; al 1910 es va fusionar amb la ciutat de Los Angeles i, poc després, va sorgir una important indústria cinematogràfica que, finalment, es convertiria en la més coneguda del món. Molts estudis, com els de Columbia Pictures, Walt Disney Studios, Paramount Pictures, Warner Bros i Universal Pictures, van ser fundats aquí.

## Història
Desenvolupament inicial
H. J. Whitley, un promotor immobiliari, va aconseguir comprar el ranxo de E. C. Hurd, de 1,9 km². Van acordar un preu i van tancar el tracte. Whitley va compartir els seus projectes per a la nova ciutat amb el general Harrison Gray Otis, editor del Los Angeles Times, i amb Ivar Weid, un important empresari de la zona.
Daeida Wilcox, que va donar terrenys per a ajudar al desenvolupament de Hollywood, va aprendre el nom Hollywood d'un conegut que era propietari d'una finca amb aquest nom a Illinois. La Sra. Wilcox va afirmar: «Vaig triar el nom Hollywood simplement perquè sona bé i perquè soc supersticiosa i el grèvol [en anglès: holly]dona bona sort». Va recomanar aquest mateix nom al seu espòs, Harvey H. Wilcox, que havia comprat 49 hectàrees de terreny l'1 de febrer de 1887, encara que no va ser fins a agost de 1887 quan Wilcox va decidir usar aquest nom i va presentar al Registre de la Propietat del Comtat de Los Angeles una escriptura i un mapa de la propietat.
Al 1900, la zona tenia una oficina postal, un hotel i dos mercats. Los Angeles, amb una població de 102 479 habitants, es trobava uns 16 quilòmetres a l'est i estava separada de Hollywood per vinyes, camps d'ordi i plantacions de cítrics. Una línia de tramvia recorria el centre de Prospect Avenue (l'actual Hollywood Boulevard), connectant Hollywood amb Los Angeles, però els serveis eren poc freqüents i el recorregut trigava dues hores. L'antiga planta d'envasament de cítrics es va transformar en una cavallerissa, millorant el transport per als habitants de Hollywood.
El Hollywood Hotel va ser inaugurat el 1902 per Whitley, que era el president de la PacificBoulevard and Development Company. Després d'adquirir finalment el ranxo de Hurd i subdividir-lo, Whitley va construir l'hotel per a atreure compradors de terreny. Flanquejant el costat oest de Highland Avenue, l'immoble donava cap a Prospect Avenue, que, encara que era encara una carretera polsosa de grava sense pavimentar, era anivellada regularment. L'hotel seria conegut internacionalment i es convertiria en el centre de la vida cívica i social de Hollywood i en la llar de les estrelles durant molts anys.
L'empresa de Whitley va construir i va vendre una de les primeres zones residencials de Hollywood, el Ocean View Tract. Whitley es va esforçar molt per a promoure la zona. Es va gastar milers de dòlars a instal·lar il·luminació elèctrica i a construir un banc i una carretera cap al port de Cahuenga. La il·luminació abastava diverses pomes de Prospect Avenue. Els terrenys de Whitley estaven centrats en torn a Highland Avenue. El seu desenvolupament de 1918, Whitley Heights, va rebre el seu nom.
Fundació i fusió
Hollywood va ser fundat com a municipi el 14 de novembre de 1903, per 88 vots a favor i 77 en contra. El 30 de gener de 1904, els votants de Hollywood van decidir, per 113 vots a favor i 96 en contra, prohibir la venda d'alcohol a la ciutat, excepte per a usos medicinals. Els hotels i restaurants no podien servir vi ni begudes alcohòliques abans ni després dels menjars.
El 1910, la ciutat va votar a favor de la seva fusió amb Los Angeles per a aconseguir un adequat subministrament d'aigua i l'accés al seu sistema de clavegueram. Després de l'annexió, el nom de Prospect Avenue es va canviar pel de Hollywood Boulevard i van canviar tots els números cívics del nou barri. Per exemple, el 100 de ProspectAvenue, en la intersecció amb Vermont Avenue, va passar a ser el 6400 del Hollywood Boulevard; i el 100 del Cahuenga Boulevard, en la intersecció amb el Hollywood Boulevard, va passar a ser el 1700 del Cahuenga Boulevard.
Indústria cinematogràfica
El 1908, almenys trenta empreses cinematogràfiques van començar a establir les seves produccions al voltant de Jacksonville (Florida), atretes pel seu clima temperat a l'hivern, el seu fàcil accés per ferrocarril i una mà d'obra més barata que a Nova York, però uns pocs anys després van marxar a causa dels fenòmens climàtics extrems de la Costa Est i a motius polítics. Kalem Studios va ser el primer a arribar, el 1908, i el 1911 també va ser el primer que va començar a produir a la zona de Los Angeles.
El 1912, diverses empreses cinematogràfiques importants havien establert les seves produccions a la zona de Los Angeles. A principis del segle xx, la major part de les patents relacionades amb el cinema eren propietat de la Motion Picture Patents Company de Thomas Edison, amb seu a Nova Jersey, i els cineastes sovint eren demandats i obligats a parar les seves produccions. Per a evitar això, els cineastes van començar a traslladar-se a Los Angeles, on era més fàcil evadir els intents d'aplicar les patents d'Edison. A més, el clima era ideal i proporcionava un accés ràpid a diversos escenaris diferents. D'aquesta manera, Los Angeles es va convertir en la capital de la indústria cinematogràfica estatunidenca. Les muntanyes, planes i els baixos preus del sòl van fer de Hollywood un bon lloc per a establir estudis de cinema.
El director D. W. Griffith va ser el primer que va realitzar una pel·lícula a Hollywood. El seu curtmetratge de disset minuts In Old Califòrnia va ser gravat el 1910 per a la Biograph Company. Encara que Hollywood va prohibir les sales de cinema —quan no tenia cap— abans de l'annexió, Los Angeles no tenia aquesta restricció. El primer estudi de Hollywood, la Nestor Film Company, va ser fundat per l'empresa Centaur Film Company de Nova Jersey a l'octubre de 1911 en una antiga àrea de servei situada al 6121 del Sunset Boulevard (a la cantonada amb Gower Street). Aviat quatre importants empreses cinematogràfiques —Paramount, Warner Bros, RKO i Columbia— tindrien estudis a Hollywood, igual que diverses empreses petites i estudis en lloguer.
A la dècada de 1920, Hollywood era la cinquena indústria més gran del país. A la dècada de 1930, els estudis de Hollywood van passar a estar completament integrats verticalment, atès que la producció, la distribució i l'exhibició estaven totalment controlades per aquestes empreses, la qual cosa va permetre a Hollywood produir unes sis-centes pel·lícules a l'any.Hollywood va rebre llavors el sobrenom de Tinseltown (literalment, «Ciutat d'Oripell») i el de «fàbrica de somnis» a causa de la imatge resplendent de la indústria del cinema.
Desenvolupament posterior
El 1923 es va instal·lar a Hollywood Hills un gran rètol que resava «HOLLYWOODLAND» per a anunciar el nou complex residencial construït pels promotors immobiliaris Woodruff i Shoults. El 1949, la Cambra de Comerç de Hollywood va signar un acord amb l'Ajuntament de Los Angeles per a reparar i reconstruir el rètol. L'acord establia que el «LAND» seria retirat, de manera que el rètol resés «HOLLYWOOD» i es referís al barri en lloc del complex residencial.
A principis de la dècada del 1950 es va construir l'autopista de Hollywood, que travessa l'escaira nord-est del barri. El 1956 es va construir el Capitol Rècords Building, situat a Vine Street, just al nord del Hollywood Boulevard, i el 1958 es va crear el passeig de la fama de Hollywood com a homenatge als artistes i altres personalitats significatives de la indústria de l'entreteniment. La seva inauguració oficial es va celebrar el 8 de febrer de 1960.
El 1985, el districte comercial i d'oci del Hollywood Boulevard va ser inclòs al Registre Nacional de Llocs Històrics. Al juny de 1999, es va inaugurar l'ampliació cap a Hollywood de la línia vermella del Metro de Los Angeles, que connecta el centre de Los Angeles amb la Vall de Sant Ferran i té tres estacions al Hollywood Boulevard, en les seves interseccions amb Western Avenue (Hollywood/Western), Vaig venir Street (Hollywood/Vine) i Highland Avenue(Hollywood/Highland). El Dolby Theatre, que va ser inaugurat el 2001 amb el nom de KodakTheatre al centre comercial Hollywood andHighland, és el lloc de lliurament dels Premis Óscar. Aquest centre comercial es troba on estava l'històric Hollywood Hotel.
Revitalització
Després que a la dècada de 1980 el barri travessés anys de decadència, molts monuments es van veure amenaçats per la demolició. La Columbia Square, a la cantonada nord-oest de la intersecció del Sunset Boulevard i Gower Street, forma part de l'actual renaixement de Hollywood. Aquest complex d'estudis d'estil art déco, completat al 1938, que va ser antigament la seu a Hollywood de la CBS, va passar a albergar una nova generació d'emissores quan al 2014 les xarxes de televisió per cable MTV, ComedyCentral, BET i Spike TV van instal·lar les seves oficines com a part d'un projecte d'oficines, residencial i comercial de 420 milions de dòlars. Des de l'any 2000, Hollywood s'ha gentrificado a un ritme cada vegada més ràpid a causa de la seva revitalització, impulsada per empreses privades i institucions públiques. Entre 2001 i 2016 s'han construït més de mil dues-centes habitacions d'hotel a la zona de Hollywood. Al 2019 es van aprovar quatre mil nous apartaments i més de trenta projectes d'edificis.
Al 1994, Hollywood (Alabama) i altres deu localitats amb el nom de Hollywood van lluitar amb èxit contra un intent de la Cambra de Comerç de Hollywood de registrar el nom i obligar les altres localitats amb el mateix nom al fet que li paguessin royalties.
Moviment de secessió
Al 2002, alguns votants de Hollywood van emprendre una campanya perquè el barri se separés de Los Angeles i es convertís en un municipi independent. Al juny d'aquest any, la Junta de Supervisors del Comtat de Los Angeles va convocar referèndums de secessió per a Hollywood i la Vall de San Fernando a la papereta electoral. Perquè s'aprovés, es necessitava l'aprovació de la majoria de votants del nou municipi proposat així com de la majoria de votants de tot Los Angeles. A les eleccions de novembre d'aquest any, totes dues propostes van fracassar per àmplia majoria en el vot de la ciutat.

## Personatges il·lustres
- Judith Arlen

## Llista dels films representatius
La BBC va elaborar una llista d'aquells films que considerava que eren els millors que la indústria de Hollywood havia fet. Ací en teniu alguns:
- El Padrí
- Cantant sota la pluja
- Psicosi
- Casablanca
- Perseguit per la mort
- La quimera de l'or